# سیارک ۴۸۸۴۴
سیارک ۴۸۸۴۴ (به انگلیسی: 48844 Belloves، نامگذاری:1998DW) چهل و هشت هزار و هشتصد و چهل و چهارمین سیارک کشف شده‌است که در ۱۸ فوریه ۱۹۹۸ کشف شد.